# Пико, Эмиль Луи
Эмиль Луи Пико (фр. Émile Louis Picault; 24 августа 1833, former 6th arrondissement of Paris, Париж — 24 августа 1922, XIV округ Парижа, Париж) — французский скульптор и медальер, представитель символизма в искусстве. Автор произведений на историческую тематику.

## Жизнь и творчество
Эмиль Луи Пико был учеником художника-академиста, профессора живописи Анри Руайе. Работал по металлу, свои скульптуры создавал в бронзе. В 1863—1914 годах постоянно выставлялся в Парижском салоне. Произведения скульптора пользовались большим успехом в конце XIX — начале XX веков. Свои работы мастер подписывал «E. Picault».
Среди работ Э. Л. Пико следует назвать статуи Жанны д’Арк, Амбруаза Паре, Николя Фламеля, Вольтера, а также персонажей некоторых литературных произведений — Макбета, героя испанского народного эпоса Сида Кампеадора и других. В 1882 году в Фуа был открыт памятник деятелю Великой Французской революции и педагогу Жозефу Лаканалю. Ряд произведений скульптора посвящены героям древнегреческой мифологии: Беллерофон (1906), «Персей спасает Андромеду» (1880), «Танталовы муки» (1867), «Иосиф истолковывает сон Фараона» (медаль, 1886), Язон (1879), Прометей 1894) и другие.

## Галерея
- Памятник Жозефу Лаканалю в Фуа (1882)
- Студент XIV века
- Воин-галл
- Мир и труд (ок. 1880)
- Рыбак